# Марвін Сорделл
Марвін Сорделл (англ. Marvin Sordell, нар. 17 лютого 1991, Лондон) — англійський футболіст, нападник клубу «Колчестер Юнайтед».
Насамперед відомий виступами за «Вотфорд», а також олімпійську збірну Великої Британії.

## Клубна кар'єра
Народився 17 лютого 1991 року в Лондоні. Вихованець юнацьких команд футбольних клубів «Фулгем» та «Вотфорд».
У дорослому футболі дебютував 2008 року виступами за «Велдстон», в якомі грав на правах орениди, взявши участь у 5 матчах чемпіонату.
Протягом кількох місяців 2010 років на правах оренди захищав кольори «Транмер Роверз», після чого повернувся до «Вотфорда». Цього разу провів у складі команди два сезони. Більшість часу, проведеного у складі «Вотфорда», був основним гравцем атакувальної ланки команди і одним з головних бомбардирів команди, маючи середню результативність на рівні 0,35 голу за гру першості.
До складу клубу «Болтон Вондерерз» приєднався 31 січня 2012 року, підписавши контракт на 3,5 роки. За підсумками першого сезону Сорделла у «Болтоні» команда вилетіла з Прем'єр-ліги, а Марвін за цей час встиг відіграти за клуб з Болтона 3 матчі в національному чемпіонаті. У наступному сезоні, після відходу ряду гравців, став частіше залучатись до матчів команди, проте на сезон 2013/14 був відданий в оренду до клубу «Чарльтон Атлетик», який також виступав у Чемпіоншіпі.
Влітку 2014 року Сорделл знову повернувся до Прем'єр-ліги, підписавши контракт з «Бернлі», проте, зігравши 14 матчів у чемпіонаті, врятувати команду від вильоту з еліти не зумів і 1 вересня 2015 року його контракт за обопільною згодою був розірваний.
10 вересня 2015 року Сорделл підписав контракт до кінця сезону з клубом Першої ліги «Колчестер Юнайтед». Відтоді встиг відіграти за команду з Колчестера 21 матч в національному чемпіонаті.

## Виступи за збірні
З 2011 року залучався до складу молодіжної збірної Англії. На молодіжному рівні зіграв у 8 офіційних матчах, забив 3 голи.
2012 року захищав кольори олімпійської збірної Великої Британії на Олімпійських іграх 2012 року у Лондоні. Перший матч за неї Марвін провів ще до Олімпіади — 20 липня проти Бразилії. На Олімпіаді взяв участь в двох матчах — з Сенегалом і Еміратами.
Наступного року був учасником молодіжного Євро-2013, на якому англійці програли усі три матчі і не вийшли з групи.